# 神奈川県道407号杉久保座間線

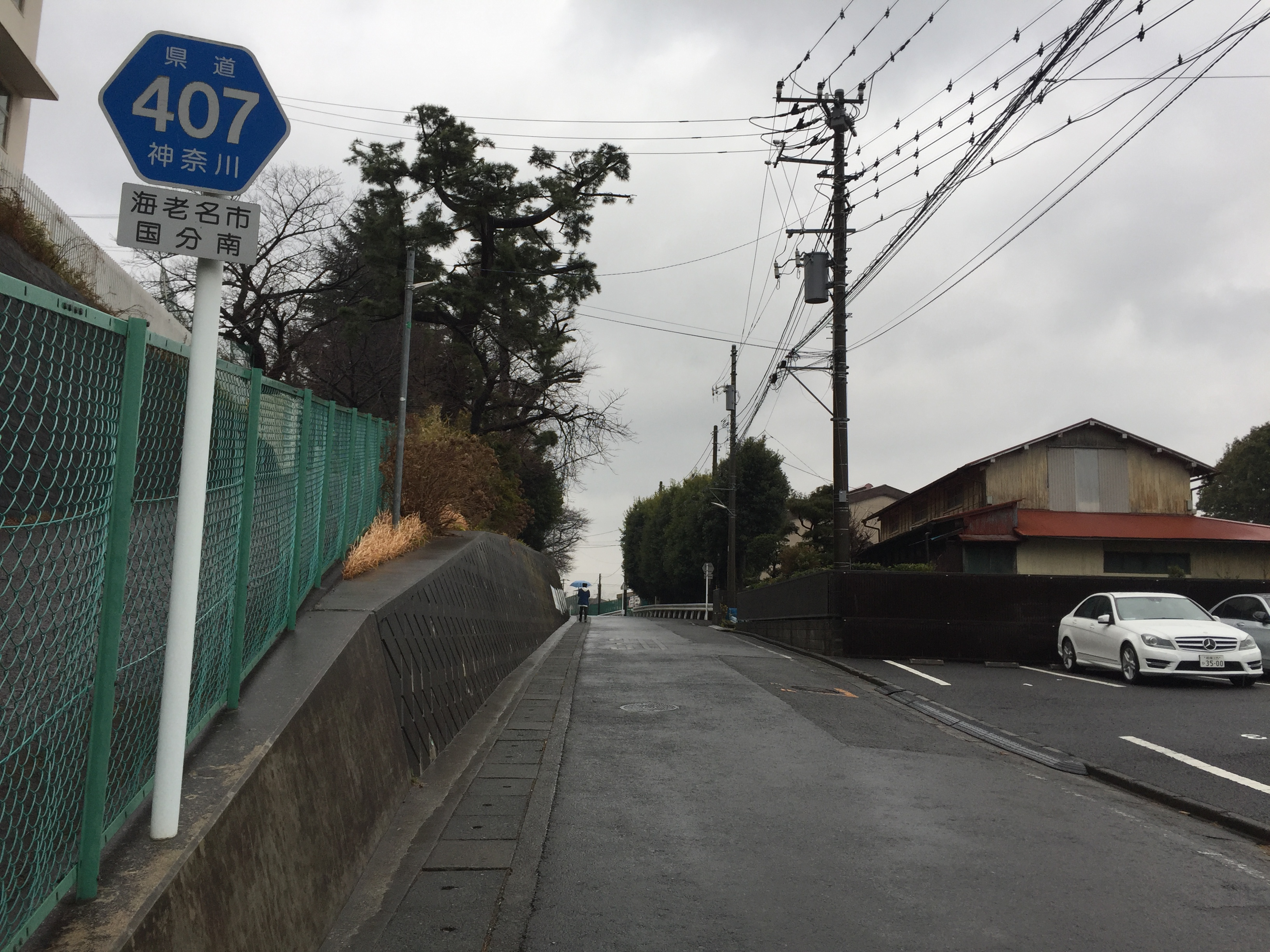
県道番号標示（海老名市国分南）

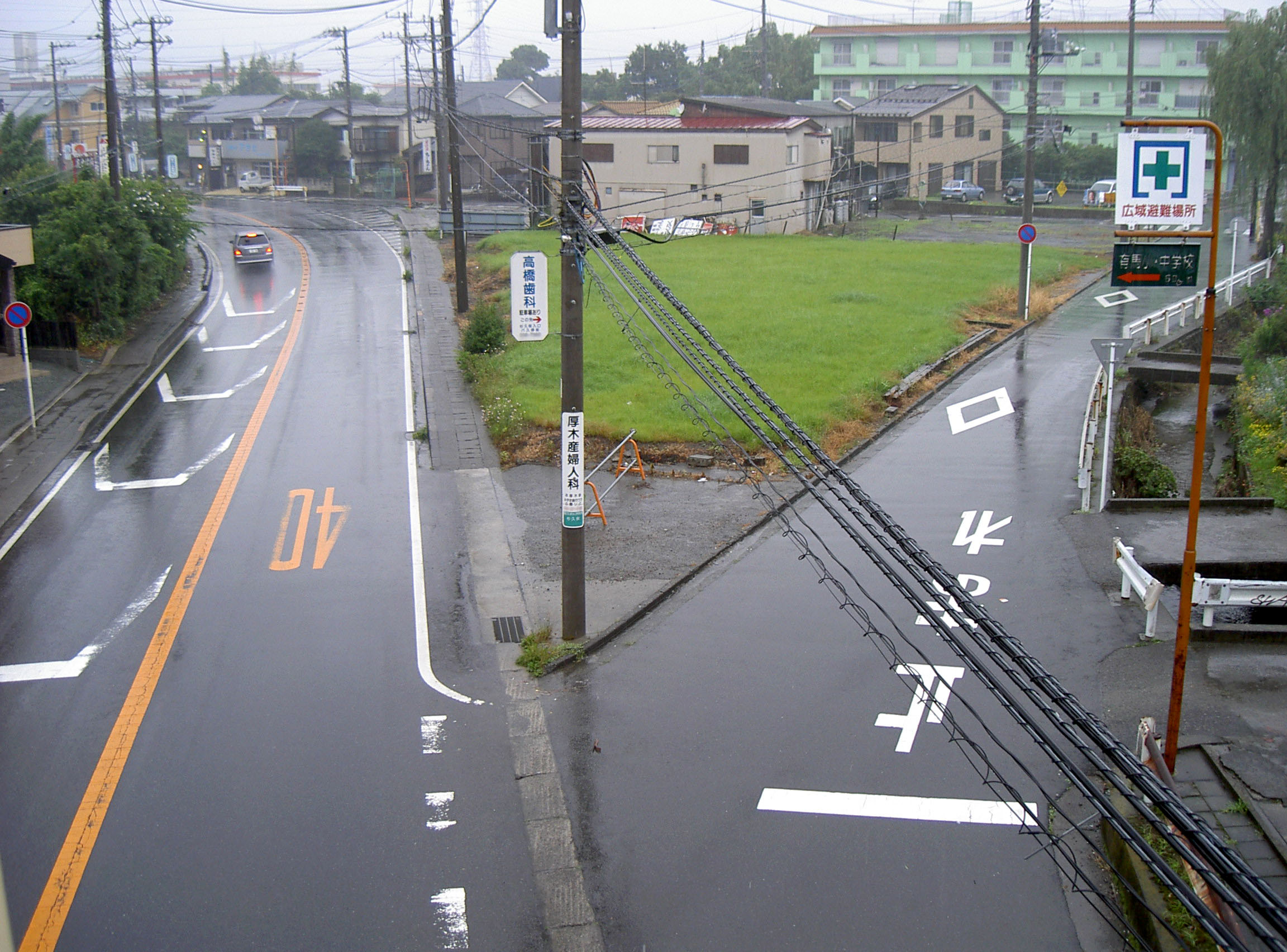
海老名市杉久保南で神奈川県道43号線から分岐する神奈川県道407号線（右）

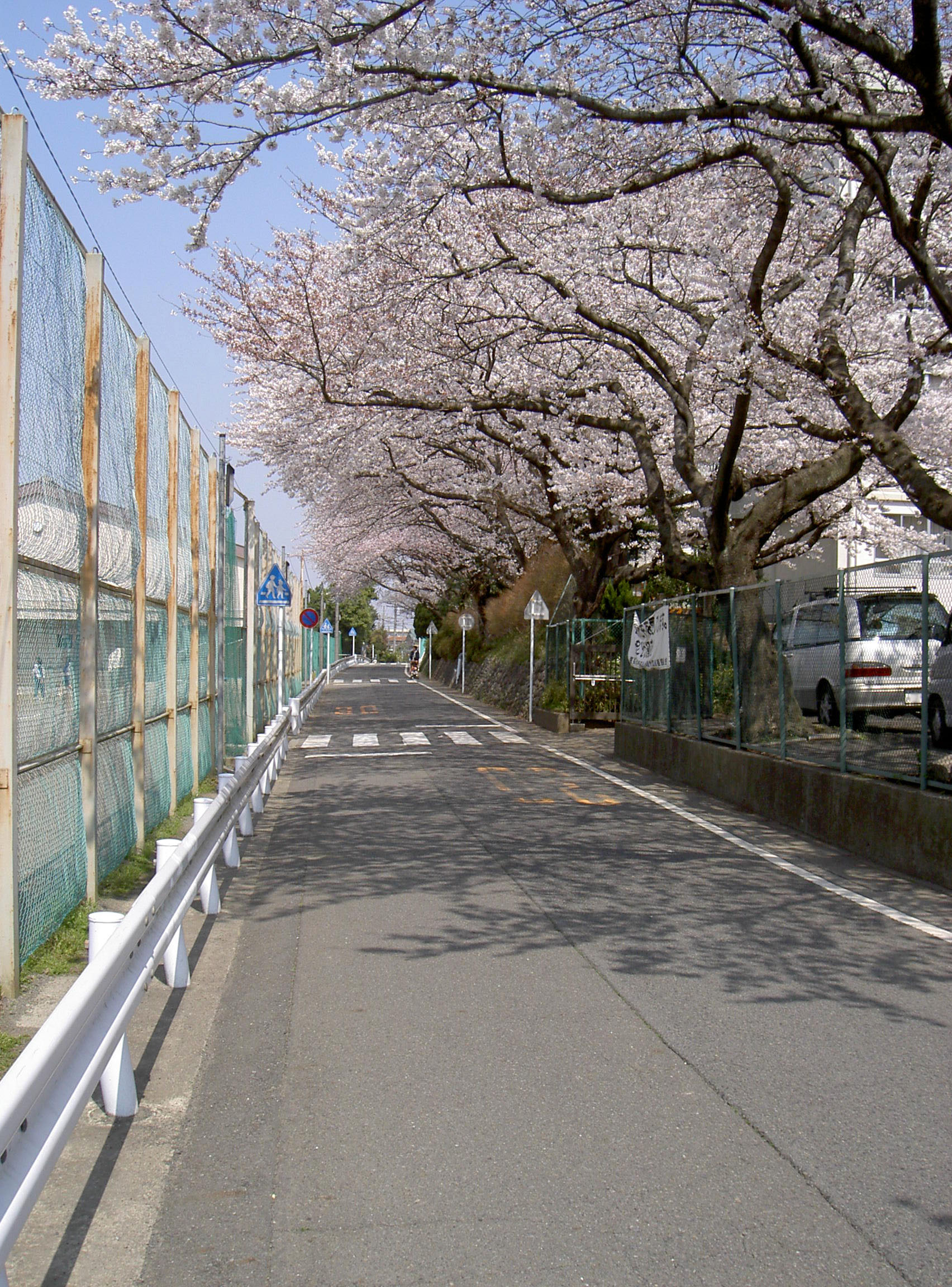
海老名市国分南、海老名市立海老名中学校付近の神奈川県道407号線

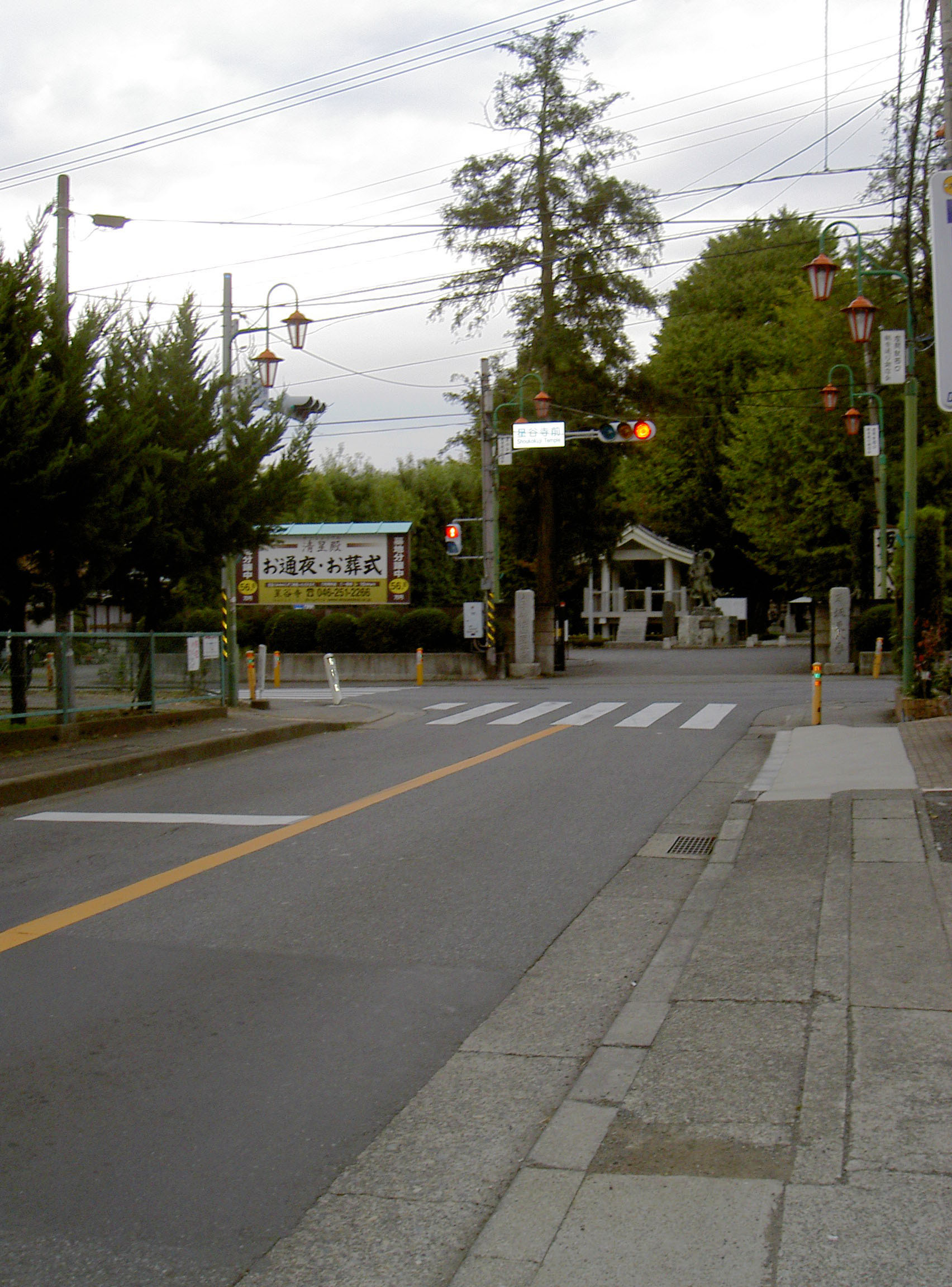
座間市入谷、星谷寺前交差点。神奈川県道407号線と神奈川県道42号線（奥）の合流地点であり、407号線の終点

神奈川県道407号杉久保座間線（かながわけんどう407ごう すぎくぼざません）は、神奈川県海老名市杉久保南と神奈川県座間市入谷西を連絡する一般県道である。神奈川県道406号吉岡海老名線とともに、海老名市内を南北につなぐ役割を果たす。

## 概要
- 全長：7.4km
- 起点：海老名市杉久保南 信号無交差点（神奈川県道43号藤沢厚木線接続）
- 終点：座間市入谷西 星谷寺前交差点（神奈川県道42号藤沢座間厚木線接続）
- Google マップ

## 別名
- 観音通り

## 通過する自治体
- 神奈川県
  - 海老名市 - 座間市

## 経路および交差する道路・河川・鉄道路線
- 神奈川県海老名市
  - 神奈川県道43号藤沢厚木線（杉久保南） - 信号無交差点（杉久保南）
  - 釜坂川（杉久保南・杉久保北） - 2回渡る
  - 東名高速道路（杉久保北） - 立体交差
  - 神奈川県道40号横浜厚木線 別線（国分南） - 信号交差点（国分南・海老名小学校付近）
  - 神奈川県道40号横浜厚木線 旧国道246号線（国分南） - 信号無交差点（国分南） - 信号交差点（国分南）
  - 神奈川県道406号吉岡海老名線（国分南） - 信号交差点（国分南）
  - 相鉄本線（国分北） - 踏切
  - 小田急小田原線（国分北） - 踏切
  - 国道246号 厚木街道・大山街道・大和厚木バイパス（上今泉） - 今泉第一陸橋
- 神奈川県座間市
  - 神奈川県道42号藤沢座間厚木線（座間） - 星谷寺前交差点

## 重複区間
- 信号無交差点（国分南） - 信号交差点（国分南）（神奈川県道40号横浜厚木線）

## 沿道の主な施設
- 東名高速道路 海老名サービスエリア（海老名市杉久保）
- 海老名ドライバーズスクール（海老名市大谷南）
- 海老名市立海老名中学校（海老名市国分南）
- 海老名市立海老名小学校（海老名市国分南）
- 伊勢山自然公園（海老名市国分南）
- 相模国分寺跡（海老名市国分南）
- 相模国分信号所（海老名市国分北）
- 弥生神社（海老名市国分北）
- 臨済宗建長寺派 瑞雲山龍峰寺（海老名市国分北）
- 神奈川県立座間高等学校（座間市入谷西）
- 神奈川県立座間支援学校（座間市入谷西）
- 座間市立入谷小学校（座間市入谷西）
- 小田急小田原線 座間駅（座間市入谷西）
- 真言宗大覚寺派 妙法山星谷寺（座間市入谷西）

## 備考
起点から県道40号との接続地点までは大部分の区間において幅員が狭く、並行する市道が主要道路とされることが多い。県道40号以北の区間は幅員も増加し、交通量の多い主要道路となる。